# Can’t Nobody Hold Me Down
Can’t Nobody Hold Me Down (englisch für „Niemand kann mich festhalten“) ist ein Lied des US-amerikanischen Rappers Sean Combs, in Zusammenarbeit mit dem US-amerikanischen Rapper Mase, das er im Januar 1997 unter seinem Pseudonym Puff Daddy veröffentlichte.

## Entstehung und Veröffentlichung
Geschrieben wurde das Lied gemeinsam von den beiden Interpreten Sean Combs (Puff Daddy) und Mason Betha (Mase), zusammen mit den Koautoren Carlos Broady, Melvin Glover, Steven Jordan und Nashiem Myrick. Broady, Combs, Jordan und Myrick zeichneten zudem auch für die Produktion verantwortlich. Das Lied enthält mehrere Samples, darunter von The Message (1982; Grandmaster Flash & the Furious Five), Atomic Dog (1982; George Clinton) und Break My Stride (1983; Matthew Wilder). Dadurch sind die Originalautoren Clifton Chase, Edward Fletcher, Gregory Prestopino, William Robinson und Matthew Wilder auch Urheber von Can’t Nobody Hold Me Down.
Die Erstveröffentlichung von Can’t Nobody Hold Me Down erfolgte als Single am 6. Januar 1997 bei Arista Records. Diese erschien unter anderem als CD-Maxi-Single mit vier verschiedenen Versionen des Liedes (Katalognummer: 74321 45317 2). Am 21. Juli 1997 erschien das Lied als Teil von Combs’ Debütalbum No Way Out (Katalognummer: 78612 73012 2), dessen erste Singleauskopplung es ist.

## Musikvideo
Das dazugehörige Musikvideo entstand unter der Regie von Paul Hunter und wurde im Januar 1997 veröffentlicht. Das Musikvideo enthält Gastauftritte von The Notorious B.I.G. und Eddie Griffin. Zu Beginn des Videos träumt Combs davon, dass er im Wasser untergeht und wacht panisch im Beisein seiner Frau auf. Nachdem seine Frau versucht, ihn zu beruhigen, klingelt das Telefon und nimmt einen Anruf von Notorious B.I.G. an. Dieser und Griffin wurden von der Polizei angehalten und fragen, wann Combs bei der Party ist. Combs sagt ihnen, dass er um 0:00 Uhr auf der Party sei und macht sich auf dem Weg. Er und Mase fahren in einem Cabrio durch eine Wüstenlandschaft, nach der Fahrt laufen sie den Rest des Weges. Beide bieten sie das Lied in einem weißen Raum und danach auf einer Party das Lied dar. Währenddessen diskutieren Notorious B.I.G. und Griffin mit den Polizisten. Am Ende werden Aufnahmen von der Wüste eingeblendet.

## Kommerzieller Erfolg

### Chartplatzierungen
| ChartsChartplatzierungen       | Höchstplatzierung | Wochen |
| ------------------------------ | ----------------- | ------ |
| Deutschland (GfK)              | 23 (21 Wo.)       | 21     |
| Schweiz (IFPI)                 | 37 (2 Wo.)        | 2      |
| Vereinigte Staaten (Billboard) | 1 (28 Wo.)        | 28     |
| Vereinigtes Königreich (OCC)   | 19 (6 Wo.)        | 6      |

| ChartsJahrescharts (1997)      | Platzierung |
| ------------------------------ | ----------- |
| Deutschland (GfK)              | 82          |
| Vereinigte Staaten (Billboard) | 5           |

### Auszeichnungen für Musikverkäufe
| Land/Region               | Auszeichnungen für Musikverkäufe (Land/Region, Auszeichnung, Verkäufe) | Verkäufe  |
| ------------------------- | ---------------------------------------------------------------------- | --------- |
| Vereinigte Staaten (RIAA) | 2× Platin                                                              | 2.000.000 |
| Insgesamt                 | 2× Platin ·                                                            | 2.000.000 |

Hauptartikel: Sean Combs/Auszeichnungen für Musikverkäufe

## Coverversionen
- 2003: Christina Aguilera feat. Lil’ Kim – Can’t Hold Us Down (Album: Stripped)